# Alert (Schiff, 1918)
Die Alert war ein 1918 gebauter Kabelleger, der zweite mit diesem Namen.

## Geschichte
Die Alert war ein Kabelleger von Swan Hunter & Wigham Richardson, eine Werft, die 24 Kabelleger konstruiert, gebaut und abgeliefert hat. Das Schiff wurde für das British General Post Office gebaut und war der zweite Kabelleger mit dem Namen Alert. Es hatte die Aufgabe, Kabel entlang der britischen Südküste und im Englischen Kanal zu reparieren und zu warten.
Im Zweiten Weltkrieg verlegte das Schiff im Jahr 1944 Brennstoffleitungen zur Versorgung der alliierten Streitkräfte zwischen der englischen Südküste und der Normandie. Am 24. Februar 1945 sank es bei der Arbeit am Dumpton-Gap-La-Penne-Kabel nach einem Torpedotreffer von einem deutschen 2-Mann-U-Boot U 5330 vom Typ Seehund unter Leutnant Sparbrodt. Alle Besatzungsmitglieder fanden dabei den Tod.

## Beschreibung derAlert
Die Alert war 60 m lang, rund 10 m breit und wurde zum Antrieb mit zwei Dreifach-Expansionsmaschinen ausgestattet. Sie lief 10,5 (11) kn. Sie hatte drei Kabeltanks mit rund 7 m Durchmesser, die Kabelmaschine wurde von der 1915 abgewrackten, ersten Alert übernommen, später jedoch von Telegraph Construction & Maintenance Company durch eine neue ersetzt. Die Alert hatte zwei Bugrollen, eine zum Legen und eine zum Aufnehmen der Kabel, es wurde daher keine Heckrolle installiert.